# Bezzia demeilloni
Bezzia demeilloni är en tvåvingeart som först beskrevs av Haeselbarth 1975.  Bezzia demeilloni ingår i släktet Bezzia och familjen svidknott.
Artens utbredningsområde är Madagaskar. Inga underarter finns listade i Catalogue of Life.